# 世田谷区立城山小学校
世田谷区立城山小学校（せたがやくりつ しろやましょうがっこう）は、東京都世田谷区梅丘にある公立小学校。

## 沿革

### 前史
- 1958年（昭和33年）
  - 3月17日 - 校舎1棟・給食室・主事室を落成[4]。
  - 4月1日 - 当地に世田谷区立世田谷小学校分校が開校[4]。
  - 4月7日 - 本校から3年生以下206人を収容[5]。

### 独立後
- 1960年（昭和35年）
  - 4月1日 - 世田谷小学校分校から独立し、開校[4]。
  - 10月28日 - 校章を制定[6]。
  - 11月30日 - 校舎1棟を落成[4]。
- 1962年（昭和37年） - 校歌（作詞：土岐善麿、作曲：平井康三郎）を制定[7]。
- 1964年（昭和39年）3月5日 - プールを落成[4]。
- 1965年（昭和40年）3月10日 - 鉄筋コンクリート造の校舎を増築[4]。
- 1966年（昭和41年）3月18日 - 体育館を落成[4]。
- 1974年（昭和49年）2月18日 - 北校舎を落成[4]。
- 1982年（昭和57年）3月3日 - 東京都愛鳥モデル校に指定[4]。
- 1984年（昭和59年）10月31日 - 体育館を増改築[4]。
- 1992年（平成4年）8月31日 - 南校舎を大規模改修[4]。
- 1993年（平成5年）8月31日 - 北校舎を大規模改修[4]。
- 1998年（平成10年）3月13日 - BOP室（放課後子供教室）を設置[4]。
- 2005年（平成17年） - 地域運営学校に指定[8]。
- 2017年（平成29年）2月 - 鉄筋コンクリート造4階建ての新校舎と鉄骨造平屋建ての新体育館を落成[3]。

## 教育目標
- 知性のある子ども
- やさしさのある子ども
- 健康である子ども

出典：

## 学区
- 豪徳寺1丁目（全域）
- 豪徳寺2丁目（全域）
- 梅丘1丁目（35 - 50番、55 - 59番）
- 梅丘2丁目（1 - 6番、8番、21 - 27番）
- 世田谷3丁目（22 - 26番）
- 世田谷4丁目（8 - 28番）

出典：

## 進学先中学校
- 世田谷区立世田谷中学校（世田谷区梅丘）

出典：

## アクセス
- 東急電鉄世田谷線宮の坂駅より、
  - 出口1（上町・三軒茶屋方面行のりば）から、徒歩約600m・約9分。
  - 出口3（下高井戸行のりば）から、徒歩約610m・約9分。
- 小田急電鉄小田原線豪徳寺駅から、徒歩約810m・約12分。

## 周辺
- 世田谷区役所
  - 城山分庁舎 - 世田谷区道をはさんで、敷地が隣接。
  - 本所
  - 世田谷総合支所
- 地域交流文化センター - 世田谷区道をはさんで、敷地が隣接。
- ほっとスクール城山
- 世田谷区立梅丘やまぼうし公園
- 東京都道423号渋谷経堂線
- 認定こども園円光院幼稚園
- 勝国寺
- 国士舘大学世田谷キャンバス梅ヶ丘校舎
- 豪徳寺
- そのほか、中小規模のマンション・アパートも点在。